# In My Place
In My Place (englisch für „An meiner Stelle“) ist ein Lied der britischen Rockband Coldplay, das im August 2002 erschien.

## Entstehung und Veröffentlichung
Das Lied wurde gemeinsam von den Coldplay-Mitgliedern Guy Berryman, Jonny Buckland, Will Champion und Chris Martin getextet, komponiert sowie produziert. In einem Interview mit dem Magazin Q erklärte Leadsänger Martin, dass In My Place nachträglich dem Album A Rush of Blood to the Head hinzugefügt wurde. Das Stück entstand bereits für das Debütalbum Parachutes (Juli 2000), schaffte es aber nicht auf das Album. Nachdem Gitarrist Buckland das Lied auf seiner Gitarre gespielt hatte, sagte Martin, dass sie ihn nun aufnehmen und noch auf das Album bringen müssten. Bei der Produktion erhielt die Band Unterstützung durch Ken Nelson.
Die Erstveröffentlichung von In My Place erfolgte als Single am 2. August 2002 bei Parlophone. Diese erschien als 2-Track-CD-Single mit der B-Seite One I Love (Katalognummer: 5512442) sowie als CD-Maxi-Single, die um den Titel I Bloom Blaum erweitert wurde (Katalognummer: 5511252). Am 12. August 2002 erschien das Lied als Teil von Coldplays zweiten Studioalbum A Rush of Blood to the Head (Katalognummer: TOCP-66020), dessen erste Singleauskopplung es ist.

## Inhalt und Stil
Das Lied ist in der Tonart A-Dur geschrieben. Es wurde festgestellt, dass das Schlagzeug-Intro eine große Ähnlichkeit mit dem Anfang von Rides Dreams Burn Down aufweist.

## Musikvideo
Das Musikvideo zu In My Place wurde von Sophie Muller gedreht und feierte seine Premiere am 17. Juni 2002 auf AOL. Es zeigt die Band in einem großen, fast leeren, weißen Studioraum, in dem ein bläuliches Licht, das an Sonnenlicht erinnert, aus dem Off kommt. Das Video beginnt mit einer Nahaufnahme von Will Champion, der zu Beginn Schlagzeug spielt; während der Rest der Band spielt, steht Chris Martin, der in einer Ecke sitzt, auf und singt mit. Während des gesamten Videos singt Martin direkt in die Kamera, unterbrochen von Aufnahmen der anderen Bandmitglieder beim Spielen ihrer Instrumente. Während des Gitarrensolos geht Martin auf zwei Frauen zu, die auf einer Stufe im Hintergrund sitzen, unterhält sich eine Weile mit ihnen und läuft dann zurück, um den Rest des Liedes zu singen. Bei den beiden Frauen im Hintergrund handelte es sich um Mitglieder der Video-Crew: eine Maskenbildnerin/Garderobenassistentin und die Videokommissarin.

## Rezeption

### Preise
In My Place gewann bei der Grammy-Verleihung 2003 einen Grammy Award in der Kategorie Best Rock Performance by a Duo or Group with Vocal. Das Lied wurde zudem im Jahr 2003 für zwei MuchMusic Video Awards nominiert: Best international Video-Group und People's Choice: Beliebteste internationale Gruppe.

### Rezensionen
Amy M. Bruce von The Towerlight schrieb: „Mit einer Reihe von introspektiven Rocksongs wie ‚In My Place‘ und ‚God Put a Smile upon Your Face‘ ist dieses Album dem Hype um das erste Album der Band würdig“.
Jules Willis von der BBC sagte: „Der zweite Titel, der erste, der nach Parachutes geschrieben wurde und wie ein Flüchtling von diesem Album klingt, ist der Grower ‚In My Place‘. Es ist ein fantastischer Popsong, der Coldplays Status als eine der aufregendsten Bands Großbritanniens rechtfertigt“.
Der A.V. Club und der NME setzten das Lied auf Platz 14 bzw. 43 ihrer „Best Songs of 2002“. In der Pazz & Jop Critics Poll erschien In My Place auf Platz 15.

### Mediale Verwendung
Das Lied ist im Videospiel Guitar Hero 5 aus dem Jahr 2009 spielbar.
In Deutschland fand das Stück als Intro für die RTL-Doku-Soap Vermisst Verwendung.

## Kommerzieller Erfolg

### Chartplatzierungen
In My Place avancierte zum Top-10-Erfolg im Vereinigten Königreich (Rang 2) und Italien (Rang 4).
| ChartsChartplatzierungen     | Höchstplatzierung | Wochen |
| ---------------------------- | ----------------- | ------ |
| Deutschland (GfK)            | 65 (4 Wo.)        | 4      |
| Schweiz (IFPI)               | 37 (12 Wo.)       | 12     |
| Vereinigtes Königreich (OCC) | 2 (11 Wo.)        | 11     |

### Auszeichnungen für Musikverkäufe
| Land/Region                  | Auszeichnungen für Musikverkäufe (Land/Region, Auszeichnung, Verkäufe) | Verkäufe |
| ---------------------------- | ---------------------------------------------------------------------- | -------- |
| Italien (FIMI)               | Gold                                                                   | 35.000   |
| Portugal (AFP)               | Gold                                                                   | 5.000    |
| Spanien (Promusicae)         | Gold                                                                   | 30.000   |
| Vereinigtes Königreich (BPI) | Gold                                                                   | 400.000  |
| Insgesamt                    | 4× Gold ·                                                              | 470.000  |

Hauptartikel: Coldplay/Auszeichnungen für Musikverkäufe

## Parodien
Das Musikvideo wurde von Bad Lip Reading auf ihrer YouTube-Seite parodiert. Es wurde mit dem Lied Yeti synchronisiert, das wie die anderen Videos von BLR komponiert und aufgenommen wurde, um die Lippenbewegungen und Aktionen im Video humorvoll neu zu interpretieren. „Yeti“ wurde bis April 2017 über drei Millionen Mal auf YouTube aufgerufen.